# Alana de la Garza
Alana de la Garza est une actrice américaine, née le 18 juin 1976 à Colombus (Ohio).
C'est le soap La Force du destin qui lance sa carrière mais elle se fait surtout connaître par les divers rôles qu'elle interprète dans de nombreuses séries télévisées dont un rôle récurrent dans Les Experts : Miami, la substitut du procureur dans New York, police judiciaire et Los Angeles, police judiciaire, et les éphémères, mais bien connues Do No Harm, Forever et Esprits criminels : Unité sans frontières puis dans FBI.

## Biographie

### Jeunesse et formation
Née à Columbus d'un père d'origine mexicaine et d'une mère d'origine irlandaise, elle étudie la physiothérapie à l'Université du Texas pour finalement se lancer dans une carrière d'actrice.
Elle participe au concours de Miss El Paso Teen USA et est élue Miss Photogénique. Avant d'intégrer l'Université, elle a enseigné auprès d'enfants handicapés et a suivi des cours de kinésithérapie et de travail social.

### Débuts et révélation
Elle décroche ses premiers rôles alors qu'elle vit encore en Floride, puis finit par s'installer à New York. 
Elle obtient le rôle de Rosa Santos dans la série La Force du destin, ce qui lance sa carrière, et fait aussi des apparitions dans des séries installées comme JAG, Mon oncle Charlie et Las Vegas. 
Entre 2004 et 2005, elle joue dans l'éphémère série dramatique La Famille Carver. Elle joue ensuite le rôle d'une Kryptonienne dans la cinquième saison de Smallville et tient le rôle récurrent de Marisol Delko Caine dans la quatrième saison de la série Les Experts : Miami. 
Dans le même temps, elle apparaît dans un épisode de Charmed en tant que l'ex de Dex Lawson, joué par Jason Lewis.
En 2006, elle joue dans une poignée d'épisodes de la série tragi-comique The Book of Daniel mais rejoint surtout la série policière New York, police judiciaire. C'est ce rôle qui la révèle au grand public et l'installe sur le petit écran. Elle y interprète la substitut du procureur Connie Rubirosa jusqu'en 2011. 
Son personnage apparaît également dans la série dérivée éphémère, Los Angeles, police judiciaire. Pour son interprétation, l'actrice est proposée, à plusieurs reprises, pour l'ALMA Awards ou l'Imagen Awards de la meilleure actrice de télévision.

### Rôles réguliers
En 2012, elle décroche un des rôles principaux, la neurochirurgienne Dr Lena Solis, dans la série médicale Do No Harm sur le réseau NBC diffusée dès janvier 2013 mais rapidement annulée à cause de très mauvaises audiences. 
La même année, elle apparaît dans un épisode de la troisième saison de NCIS : Los Angeles ainsi que dans un épisode de Single Ladies. Elle est aussi le rôle principal du téléfilm Espoir mortel, une fiction canadienne dans laquelle elle joue une obstétricienne avec Sandrine Holt.
Au cinéma, elle joue dans la comédie Amis pour la vie, un long métrage présenté lors du Festival international du film de Toronto 2013 avec Owen Wilson, Zach Galifianakis et Amy Poehler. 
Entre 2014 et 2015, elle incarne le lieutenant Jo Martinez dans la série policière et fantastique Forever. C'est l'histoire d'un docteur (Ioan Gruffudd) qui cherche un remède à son immortalité. Diffusée sur le réseau ABC, la série est annulée au bout d'une saison, ce qui déçoit fortement l'actrice. Ce fut un succès en France mais les audiences se sont effondrées aux Etats-Unis après des débuts prometteurs.    
En 2015, elle obtient le rôle d'Adriana Molina, la supérieure de l'agent Cabe Gallo au cours de la deuxième saison de la série Scorpion. Initialement pressentie pour jouer dans plus d'épisodes mais ne cessant d'alterner d'une série à l'autre, elle préfère finalement le rôle de l'agent spécial superviseur Clara Seger dans la série dérivée d’Esprits criminels, intitulée Criminal Minds: Beyond Borders,,. Ce deuxième spin-off est cependant annulé, en 2017, au bout de deux saisons, les audiences étant nettement en deçà des attentes de la production,.  
Elle rebondit, une nouvelle fois, rapidement, en rejoignant la distribution d'une série dramatique développée par CBS, Chiefs, dans laquelle elle occupe l'un des premiers rôles aux côtés de Jorja Fox et Aunjanue Ellis,,. Finalement la série ne dépasse pas le stade de pilote.  
En 2019, l'actrice est alors engagée pour jouer l'un des premiers rôles dans FBI: Most Wanted la série dérivée de FBI aux côtés de Julian McMahon, Keisha Castle-Hughes et Nathaniel Arcand. Cette série lui permet ainsi de travailler à nouveau avec Dick Wolf. Cependant, en juillet 2019, elle quitte la distribution de FBI: Most Wanted car la production l'invite à rejoindre la distribution principale de FBI dès sa deuxième saison et elle tiendra donc finalement un rôle récurrent dans la série dérivée. 

### Vie privée
Elle est mariée à l'écrivain Michael Roberts. Ils ont deux enfants : Kieran Thomas (né le 28 septembre 2010) et Liv Elena (née le 7 juillet 2013).

## Filmographie

### Cinéma

#### Court métrage
- 2005 : Mr. Dramatic de John Stalberg Jr. : Mrs. Dramatic

#### Longs métrages
- 2002 : Irrésiiistible ! (Bending All the Rules) de Morgan Klein et Peter Knight
- 2004 : El segundo de Hank Jacobs : Delicia
- 2006 : Mr. Fix It de Darin Ferriola : Sophia
- 2013 : Amis pour la vie (Are You Here) de Matthew Weiner : Victoria Riolobos

### Télévision

#### Téléfilm
- 2012 : Espoir mortel de Nicolas Monette : Joanne Connors

#### Séries télévisées
- 1999 : Mortal Kombat: Conquest : Ella (saison 1, épisode 13)
- 2001 : La Force du destin : Rosa Santos #2 (rôle récurrent - 15 épisodes)
- 2003 : JAG : Maria Elena (saison 9, épisode 1)
- 2003 : Las Vegas : Shelly (saison 1, épisode 7)
- 2004 : Mon oncle Charlie : Crystal (saison 1, épisode 21)
- 2004 - 2005 : La Famille Carver : Maria Serrano (rôle principal - 13 épisodes)
- 2005 : Smallville : Aethyr (saison 5, épisode 1)
- 2005 : Charmed : Sylvia (saison 8, épisode 4)
- 2005 - 2006 et 2011 : Les Experts: Miami : Marisol Delko Caine (saison 4, 11 épisodes et saison 10, 1 épisode)
- 2006 : The Book of Daniel : Jessie Gilmore (3 épisodes)
- 2006 - 2011 : New York, police judiciaire & Los Angeles, police judiciaire : Connie Rubirosa (rôle principal - 93 épisodes)
- 2012 : NCIS: Los Angeles : Diane Dunross (saison 3, épisode 14)
- 2012 : Single Ladies : Nicolette (saison 2, épisode 9)
- 2013 : Do No Harm : Dr Lena Solis (rôle principal - 13 épisodes)
- 2014 : New York, unité spéciale : procureur général Connie Rubirosa (saison 15, épisode 12)
- 2014 - 2015 : Forever : lieutenant Jo Martinez (rôle principal - 22 épisodes)
- 2015 : Scorpion : Adriana Molina, la dirigeante du Homeland Security (3 épisodes)
- 2016 - 2017 : Criminal Minds: Beyond Borders & Esprits criminels : agent spécial superviseur Clara Seger (27 épisodes)
- 2018 : Chiefs : rôle non communiqué (pilote pour CBS non retenu, rôle principal)
- depuis 2019 : FBI : Isobel Castille (invité - saison 1, épisode 18 et principal dès la saison 2)
- 2020 - 2022 : Most Wanted Criminals (FBI: Most Wanted)' : Isobel Castille (invité - 3 épisodes)
- 2021 - 2023 : FBI: International : Isobel Castille (invitée - 3 épisodes)

## Distinctions
Sauf indication contraire ou complémentaire, les informations mentionnées dans cette section proviennent de la base de données IMDb.

### Nominations
- Imagen Awards 2007 : meilleure actrice de télévision dans un second rôle pour New York, police judiciaire
- ALMA Awards 2008 : meilleure actrice dans un second rôle dans une série télévisée dramatique pour New York, police judiciaire
- ALMA Awards 2009 : meilleure actrice dans une série télévisée dramatique pour New York, police judiciaire
- Imagen Awards 2009 : meilleure actrice de télévision pour New York, police judiciaire
- Imagen Awards 2010 : meilleure actrice de télévision pour New York, police judiciaire
- Imagen Awards 2011 : meilleure actrice de télévision pour Los Angeles, police judiciaire

## Voix françaises
En France, Chantal Baroin est la voix française régulière d'Alana de la Garza.
- Chantal Baroin[20] dans : (les séries télévisées)
  - Charmed
  - La Famille Carver
  - Les Experts : Miami
  - New York, police judiciaire
  - Los Angeles, police judiciaire
  - Espoir mortel (téléfilm)
  - Do No Harm
  - New York, unité spéciale
  - Scorpion
  - Criminal Minds: Beyond Borders
  - FBI
  - FBI: Most Wanted

et aussi
- Hélène Bizot dans Forever[20] (série télévisée)